# Egmont Graphic Novel

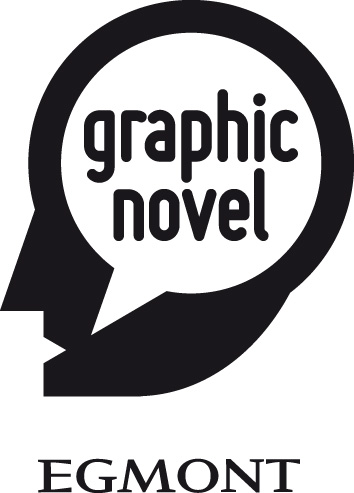
Egmont Graphic Novel

Egmont Graphic Novel (kurz: EGN) war eine Verlagsmarke der Egmont Verlagsgesellschaft mbH. Unter dem im Frühjahr 2013 gegründeten Label verlegte die Egmont Verlagsgesellschaft mbH anspruchsvolle Comic-Literatur, die sich vorrangig an erwachsene Leser richteten.

## Programm
Das Verlagslabel Egmont Graphic Novel widmete sich ausschließlich Graphic Novels. Das Programm setzte sich zusammen aus ausländischen Lizenzen und inländischen Eigenproduktionen, aus Fiktion und Sachbüchern und deckt eine breite Themenvielfalt ab.
Internationale Comic-Künstler im Programm von Egmont Graphic Novel:
- Deutschland: Katharina Greve, Olivia Vieweg
- Frankreich: Étienne Davodeau, Grégory Maklès, Paul Jorion
- Großbritannien: Glyn Dillon
- Israel: Michel Kichka
- Neuseeland: Dylan Horrocks
- Spanien: Alfonso Zapico, Álvaro Ortiz, David Cantolla, Juan Dìaz-Faes, Miguelanxo Prado, Nacho Casanova, Pedro Riera
- USA: Will Eisner, Ed Piskor, Ellen Forney, Jim Demonakos, Jim Ottaviani, Joyce Farmer, Leland Myrick, Mark Long, Mark Siegel, Nate Powell